# Hisashi Katō
Hisashi Katō (加藤 久?, Katō Hisashi; Prefettura di Miyagi, 24 aprile 1956) è un allenatore di calcio ed ex calciatore giapponese, di ruolo difensore.